# 못

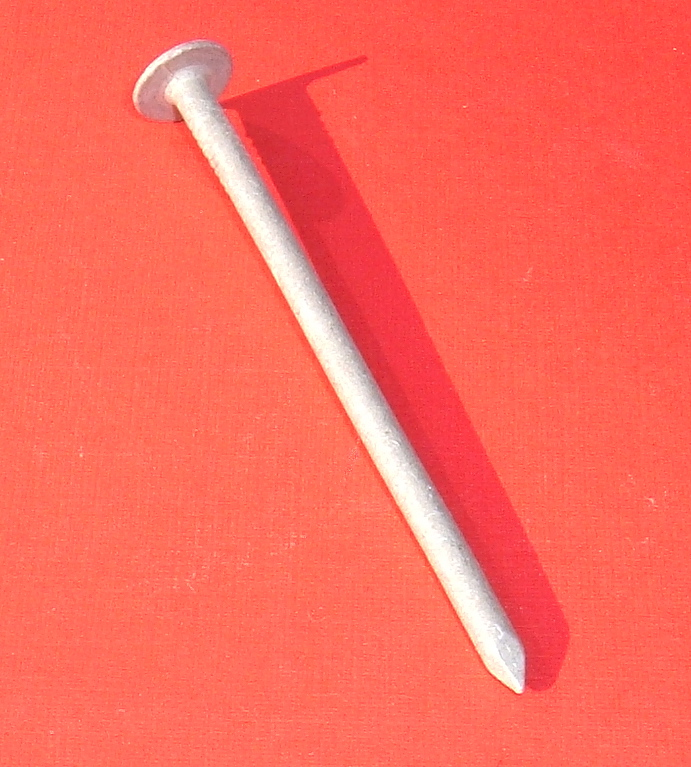

못은 철과 같은 단단한 금속으로 만들어진 뾰족한 막대로, 나무와 같은 것 여러 개를 서로 고정시키는 데에 쓴다. 못은 망치, 압축 공기 등으로 박는다.
목공 및 건축에서 못은 무언가를 걸기 위한 것 또는 때로는 장식으로 사용되는 금속(또는 나무)으로 만든 작은 물체이다. 일반적으로 못은 한쪽 끝이 뾰족하고 다른 쪽 끝은 납작하지만 머리가 없는 못도 있다. 못은 특별한 목적을 위해 매우 다양한 형태로 만들어진다. 가장 흔한 것은 와이어 못이다. 다른 유형의 못에는 핀, 압정, 브래드, 스파이크 및 클리트가 포함된다.
못은 일반적으로 해머나 못총으로 작업물에 박혀 있다. 못은 축 방향의 마찰과 측면 전단 강도에 의해 재료를 서로 고정한다. 못 끝이 빠지는 것을 방지하기 위해 구부러지거나 고정되는 경우도 있다.

## 역사
못의 역사는 대략 세 가지 시기로 구분된다.
- 손으로 만든(단조) 못(선사시대부터 19세기까지)
- 컷 네일(cut nail, 대략 1800년~1914년)
- 와이어 네일(wire nail, 대략 1860년부터 현재까지)

1700년대 후반부터 1900년대 중반까지 못의 가격은 10배나 떨어졌다. 그 이후로 못의 가격은 자재 가격 상승과 특수 못으로의 전환을 부분적으로 반영하여 소폭 상승했다.

## 크기
미국을 제외한 대부분의 국가에서는 못의 크기를 설명하기 위해 미터법을 사용한다. 50 × 3.0은 길이가 50mm(머리 제외)이고 직경이 3mm인 못을 나타낸다. 길이는 가장 가까운 밀리미터 단위로 반올림된다.
예를 들어, 일반적으로 독일 공급업체에서 제공하는 마감 네일* 크기는 다음과 같다.
| 길이, mm | 직경, mm |
| -------- | -------- |
| 20       | 1.2      |
| 25       | 1.4      |
| 30       | 1.6      |
| 35       | 1.6      |
| 35       | 1.8      |
| 40       | 2.0      |
| 45       | 2.2      |
| 50       | 2.2      |
| 55       | 2.2      |
| 55       | 2.5      |
| 60       | 2.5      |
| 60       | 2.8      |
| 65       | 2.8      |
| 65       | 3.1      |
| 70       | 3.1      |
| 80       | 3.1      |
| 80       | 3.4      |
| 90       | 3.4      |
| 90       | 3.8      |
| 100      | 3.8      |
| 100      | 4.2      |
| 110      | 4.2      |
| 120      | 4.2      |
| 130      | 4.6      |
| 140      | 5.5      |
| 160      | 5.5      |
| 180      | 6.0      |
| 210      | 7.0      |

- Drahtstift mit Senkkopf (Stahl, DIN 1151)

## 예술과 종교에서
못은 제1차 세계대전 당시 독일과 오스트리아에서 흔히 볼 수 있었던 모금 활동인 네일 맨(Nail Men)과 같은 예술 분야에 사용되었다.
1850년대 이전에는 보체와 페탕크 불은 나무 공이었으며 때로는 손으로 만든 못으로 부분적으로 강화되었다. 값싸고 풍부한 기계로 만든 못이 출시되자 제조업체들은 나무 코어에 못을 박아 전체가 금속 표면을 만드는 부울 클루테(boule cloutée)를 생산하기 시작했다. 다양한 금속과 색상(강철, 황동, 구리)의 못을 사용하여 다양한 디자인과 패턴을 만들었다. 오래된 불 클루테 중 일부는 진정한 예술 작품이자 귀중한 수집가용 품목이다.
못이 저렴해지고 널리 보급되자 민속 예술과 외부 예술에서 금속 스터드로 표면을 장식하는 방법으로 자주 사용되었다. 또 다른 일반적인 예술적 용도는 용접 또는 납땜 못으로 조각품을 만드는 것이다.
못에는 때때로 종교적 또는 신비적 이익을 위한 주문이나 기호가 새겨져 있으며, 보호를 위해 신사나 집 문에 사용되었다.

## 같이 보기
- 나사못